# Lijst van medewerkers van Ziggo Sport
Hieronder volgt een lijst van presentatoren en presentatrices die bij Ziggo Sport (en Ziggo Sport Totaal) werken of gewerkt hebben.
Legenda
-  = Huidige presentatoren zijn voorzien van een oranje blokje.
-  = Status onbekend: begin- en/of einddatum periode onbekend.

## B
|  | Naam                     | Periode        | P. | V. | A. | C. | Programma's (Sport)                                                                                   | Opmerkingen |
|  | ------------------------ | -------------- | -- | -- | -- | -- | --- | ----------- |
|  | Marco van Basten         | 2020–0000      |    |    | X  |    | Rondo, UEFA Champions League, UEFA Europa League, UEFA Conference League (Voetbal)                    |             |
|  | Martijn Berkhout         | 2017–0000      |    |    |    | X  | (Wielrennen)                                                                                          |             |
|  | Danny Blind              | 2016–0000      |    |    | X  |    | UEFA Champions League, UEFA Europa League, UEFA Conference League (Voetbal)                           |             |
|  | Frank de Boer            | 2021–2022      |    |    | X  |    | (Voetbal)                                                                                             |             |
|  | Ronald de Boer           | 2021–0000      |    |    | X  |    | Ziggo Sport Voetbal Café, UEFA Champions League, UEFA Europa League, UEFA Conference League (Voetbal) |             |
|  | Mark van Bommel          | 2024–0000      |    |    | X  |    | UEFA Champions League, UEFA Europa League, UEFA Conference League (Voetbal)                           |             |
|  | Kristie Boogert          | 2015–0000      | X  | X  | X  | X  | Wimbledon, ABN AMRO Open (Tennis en padel)                                                            |             |
|  | Reemt Borcherts          |                |    |    |    | X  | (Hockey)                                                                                              |             |
|  | Jan Boskamp              | 2015–2021      |    |    | X  |    | (Voetbal)                                                                                             |             |
|  | Khalid Boulahrouz        | 2023–0000      |    |    | X  |    | UEFA Champions League, UEFA Europa League, UEFA Conference League (Voetbal)                           | [ 1 ]       |
|  | Giovanni van Bronckhorst | 2021 2024–2025 |    |    | X  |    | UEFA Champions League, UEFA Europa League, UEFA Conference League (Voetbal)                           | [ 1 ]       |

## C
|  | Naam           | Periode   | P. | V. | A. | C. | Programma's (Sport)                   | Opmerkingen |
|  | -------------- | --------- | -- | -- | -- | -- | ------------------------------------- | ----------- |
|  | Henk ten Cate  |           |    |    | X  |    | (Voetbal)                             |             |
|  | Sanne Clements | 2015–2017 |    | X  |    |    | (Voetbal)                             |             |
|  | Tim Coronel    | 2015–2021 |    |    | X  |    | Formule 1, Formule 1 Café (Autosport) |             |
|  | Tom Coronel    | 2015–2021 |    |    | X  |    | Formule 1, Formule 1 Café (Autosport) |             |

## D
|  | Naam               | Periode   | P. | V. | A. | C. | Programma's (Sport)                                                                         | Opmerkingen |
|  | ------------------ | --------- | -- | -- | -- | -- | ------------------------------------------------------------------------------------------- | ----------- |
|  | Ronald van Dam     | 2015–0000 |    |    |    | X  | (Autosport en basketbal)                                                                    |             |
|  | Robert-Jan Derksen |           |    |    |    | X  | (Golf)                                                                                      |             |
|  | Anders Dielessen   |           |    |    |    | X  | (Golf)                                                                                      |             |
|  | Robert Doornbos    | 2015–0000 |    |    | X  |    | Formule 1, Formule 1 Café, Peptalk, Crashen in de Keuken, Ziggo Sport Race Café (Autosport) |             |
|  | Royston Drenthe    | 2024–0000 |    |    | X  |    | UEFA Champions League, UEFA Europa League, UEFA Conference League (Voetbal)                 | [ 1 ]       |
|  | Reind Duut         |           |    |    |    | X  | (Snooker en pool)                                                                           |             |

## E
|  | Naam            | Periode   | P. | V. | A. | C. | Programma's (Sport)                   | Opmerkingen |
|  | --------------- | --------- | -- | -- | -- | -- | ------------------------------------- | ----------- |
|  | Francisco Elson | 2015–2021 |    |    | X  | X  | (Basketbal)                           |             |
|  | Urby Emanuelson | 2025      |    |    | X  |    | (Voetbal)                             |             |
|  | Gerben Engelen  | 2020–2023 |    | X  |    |    | (Handbal, volleybal, hockey, voetbal) |             |
|  | Frank Evenblij  | 2015–2019 | X  |    |    |    | Peptalk, Ziggo TopSport               |             |

## F
|  | Naam               | Periode   | P. | V. | A. | C. | Programma's (Sport)        | Opmerkingen |
|  | ------------------ | --------- | -- | -- | -- | -- | -------------------------- | ----------- |
|  | Anne-Marie Fokkens | 2017–2018 | X  |    |    |    | Deportivo United (Voetbal) |             |

## G
|  | Naam                | Periode   | P. | V. | A. | C. | Programma's (Sport) | Opmerkingen |
|  | ------------------- | --------- | -- | -- | -- | -- | --- | ----------- |
|  | Louis van Gaal      | 2017–2021 |    |    | X  |    | UEFA Champions League (Voetbal)                                                                                                |             |
|  | Rob van Gameren     | 2018–0000 | X  | X  |    |    | Formule 1, Formule 1 Café, Ziggo Sport Race Café (Auto- en motorsport)                                                         |             |
|  | Giedo van der Garde | 2015–2021 |    |    | X  |    | Formule 1, Formule 1 Café (Autosport)                                                                                          |             |
|  | Ronald van der Geer | 2015–0000 |    |    |    | X  | (Voetbal) |             |
|  | Jack van Gelder     | 2015–2021 | X  |    |    |    | Deportivo United, Formule 1, Peptalk, Rondo, UEFA Champions League                                                             | [ 2 ]       |
|  | Wytse van der Goot  | 2015–0000 | X  | X  |    | X  | Deportivo United, Rondo, UEFA Champions League, UEFA Europa League, UEFA Conference League, Tussen de Palen (Voetbal)          |             |
|  | Ruud Gullit         | 2016–0000 |    |    | X  |    | Deportivo United, Rondo, UEFA Champions League, UEFA Europa League, UEFA Conference League, Ziggo Sport Voetbal Café (Voetbal) |             |

## H
|  | Naam                 | Periode   | P. | V. | A. | C. | Programma's (Sport) | Opmerkingen            |
|  | -------------------- | --------- | -- | -- | -- | -- | --- | ---------------------- |
|  | Willem Haak          | 2024–0000 |    | X  |    |    | (Voetbal) |                        |
|  | Jan van Halst        | 2016–0000 |    |    | X  |    | Deportivo United, Rondo, UEFA Champions League, UEFA Europa League, UEFA Conference League, Ziggo Sport Voetbal Café (Voetbal) | [ 3 ] [ 1 ]            |
|  | Geert Hammink        |           |    |    |    | X  | (Basketbal) |                        |
|  | Willem van Hanegem   | 2015–2018 |    |    | X  |    | Deportivo United (Voetbal) |                        |
|  | Onno Hansum          |           |    |    |    | X  | (Beachvolleybal, volleybal en voetbal)                                                                                         |                        |
|  | Hélène Hendriks      | 2024–0000 | X  | X  |    |    | UEFA Champions League, UEFA Europa League, UEFA Conference League, Diamond League (Voetbal)                                    | [ 4 ]                  |
|  | Joey Hereman         | 2020–0000 |    |    |    |    | | Zenderstem Ziggo Sport |
|  | Jan Hermsen          |           |    |    |    | X  | (Wielrennen) |                        |
|  | Anouk Hoogendijk     | 2021      |    |    | X  |    | UEFA Women's Champions League (Voetbal)                                                                                        |                        |
|  | René Hoogterp        | 2015–0000 |    |    |    | X  | (Autosport) |                        |
|  | Pierre van Hooijdonk |           |    |    | X  |    | (Voetbal) |                        |

## I
|  | Naam                | Periode   | P. | V. | A. | C. | Programma's (Sport) | Opmerkingen |
|  | ------------------- | --------- | -- | -- | -- | -- | ------------------- | ----------- |
|  | Richard van Iterson | 2015–0000 |    |    |    | X  | (Voetbal)           |             |

## J
|  | Naam          | Periode   | P. | V. | A. | C. | Programma's (Sport)                                                         | Opmerkingen |
|  | ------------- | --------- | -- | -- | -- | -- | --------------------------------------------------------------------------- | ----------- |
|  | Eddy Jansen   | 2015–2018 |    |    |    | X  | (Voetbal)                                                                   |             |
|  | Maddy Janssen | 2024–0000 |    | X  |    |    | UEFA Champions League, UEFA Europa League, UEFA Conference League (Voetbal) |             |
|  | Theo Janssen  | 2024–0000 |    |    | X  |    | UEFA Champions League, UEFA Europa League, UEFA Conference League (Voetbal) | [ 4 ]       |

## K
|  | Naam           | Periode             | P. | V. | A. | C. | Programma's (Sport)                                                                                                 | Opmerkingen            |
|  | -------------- | ------------------- | -- | -- | -- | -- | --- | ---------------------- |
|  | Rob Kamphues   | 2015–2024           | X  |    |    |    | Formule 1, Formule 1 Café, Crashen in de Keuken, Ziggo Sport Race Café, Moto3, Moto2, MotoGP, (Auto- en motorsport) |                        |
|  | Barbara Karel  | 2020–0000           |    |    |    |    | | Zenderstem Ziggo Sport |
|  | Leon Kersten   |                     |    |    |    | X  | (Basketbal) |                        |
|  | Wim Kieft      | 2016–2019 2024–0000 |    |    | X  |    | Deportivo United, Rondo, UEFA Champions League, UEFA Europa League, UEFA Conference League (Voetbal)                |                        |
|  | Zeno Kieft     | 2024–0000           |    |    | X  |    | Six Nations (Rugby)                                                                                                 |                        |
|  | Jelle Kijlstra |                     |    |    |    | X  | (Pool) |                        |
|  | Suse van Kleef | 2022                | X  |    |    |    | (Voetbal) |                        |
|  | Raymond Koning | 2015–0000           |    |    |    | X  | (Handbal en volleybal)                                                                                              |                        |
|  | Wesley Koolhof | 2025                |    |    | X  |    | ABN AMRO Open (Tennis)                                                                                              |                        |
|  | Dirk Kuijt     | 2021                |    |    | X  |    | (Voetbal) |                        |

## L
|  | Naam            | Periode   | P. | V. | A. | C. | Programma's (Sport)                        | Opmerkingen |
|  | --------------- | --------- | -- | -- | -- | -- | ------------------------------------------ | ----------- |
|  | Kim Lammers     | 2023–0000 | X  |    | X  |    | Wimbledon (Hockey en tennis)               |             |
|  | Alex Lely       | 2018–0000 |    |    |    | X  | (Snooker en pool)                          |             |
|  | Joey Litjens    | 2022–0000 |    |    | X  |    | Ziggo Sport Race Café (Motorsport)         |             |
|  | John van Lottum |           |    |    | X  | X  | Wimbledon, ABN AMRO Open (Tennis en padel) |             |
|  | Gerard Louter   |           |    |    |    | X  | (Golf)                                     |             |

## M
|  | Naam                   | Periode   | P. | V. | A. | C. | Programma's (Sport)                                                                | Opmerkingen |
|  | ---------------------- | --------- | -- | -- | -- | -- | ---------------------------------------------------------------------------------- | ----------- |
|  | Roy Makaay             | 2021      |    |    | X  |    | (Voetbal)                                                                          |             |
|  | Andries Makkinga       | 2021–0000 |    | X  |    | X  | (Tennis en padel)                                                                  |             |
|  | Albert Mantingh        | 2015–0000 |    |    |    | X  | Deportivo United (Atletiek, tennis, rugby, veldrijden en voetbal)                  |             |
|  | Aïcha Marghadi         | 2017–2018 | X  |    |    |    | Deportivo United (Voetbal)                                                         |             |
|  | Mario Melchiot         | 2021      |    |    | X  |    | (Voetbal)                                                                          |             |
|  | Mara Moberg            | 2025–0000 |    |    | X  |    | Six Nations (Rugby)                                                                |             |
|  | Olav Mol               | 2015–0000 |    | X  | X  | X  | Formule 1, Formule 1 Café, Ziggo Sport Race Café, Langs de Vangrails (Autosport)   |             |
|  | Fatima Moreira de Melo | 2015–2016 | X  | X  |    |    |                                                                                    |             |
|  | Aad de Mos             | 2015–2021 |    |    | X  |    | Deportivo United, Rondo (Voetbal)                                                  |             |
|  | Youri Mulder           | 2017–0000 |    |    | X  |    | Rondo, UEFA Champions League, UEFA Europa League, UEFA Conference League (Voetbal) | [ 7 ]       |
|  | Rolf Muntz             | 2015–0000 |    |    |    | X  | (Golf)                                                                             |             |
|  | Kiki Musampa           | 2025      |    |    | X  |    | (Voetbal)                                                                          |             |

## N
|  | Naam              | Periode   | P. | V. | A. | C. | Programma's (Sport) | Opmerkingen |
|  | ----------------- | --------- | -- | -- | -- | -- | ------------------- | ----------- |
|  | Ragnar Niemeijer  |           |    |    |    | X  | (Voetbal)           |             |
|  | Jacques Nieuwlaat |           |    |    |    | X  | (Darts en pool)     |             |
|  | Teun de Nooijer   | 2023–0000 |    |    | X  |    | (Hockey)            |             |

## O
|  | Naam             | Periode   | P. | V. | A. | C. | Programma's (Sport) | Opmerkingen |
|  | ---------------- | --------- | -- | -- | -- | -- | ------------------- | ----------- |
|  | Brent van Ooijen |           |    |    |    | X  | (Voetbal)           |             |
|  | Jefferson Osei   | 2022–0000 | X  |    |    |    | Kick 't Met         |             |

## P
|  | Naam              | Periode   | P. | V. | A. | C. | Programma's (Sport)                                          | Opmerkingen |
|  | ----------------- | --------- | -- | -- | -- | -- | ------------------------------------------------------------ | ----------- |
|  | Mariëtte Pakker   | 2015–0000 |    |    |    | X  | Wimbledon, ABN AMRO Open (Tennis)                            |             |
|  | Alex Pastoor      | 2024–0000 |    |    | X  |    | (Voetbal)                                                    | [ 8 ]       |
|  | Robbie Peters     |           |    | X  |    |    | (Voetbal)                                                    |             |
|  | Jack Plooij       | 2016–0000 |    | X  | X  | X  | Formule 1, Formule 1 Café, Ziggo Sport Race Café (Autosport) |             |
|  | Johan van Polanen | 2015–0000 |    |    |    | X  | (Voetbal)                                                    |             |

## R
|  | Naam              | Periode   | P. | V. | A. | C. | Programma's (Sport) | Opmerkingen |
|  | ----------------- | --------- | -- | -- | -- | -- | ------------------- | ----------- |
|  | Robbert Reimering | 2015–0000 |    |    |    | X  | (Tennis en voetbal) |             |
|  | Sam van Royen     | 2024–0000 |    | X  |    |    | (Voetbal)           |             |

## S
|  | Naam               | Periode   | P. | V. | A. | C. | Programma's (Sport)                                                                                             | Opmerkingen |
|  | ------------------ | --------- | -- | -- | -- | -- | --- | ----------- |
|  | Martin Sawicki     |           |    |    |    | X  | (Pool) |             |
|  | Emile Schelvis     | 2015–0000 |    | X  |    | X  | Deportivo United (Voetbal)                                                                                      |             |
|  | Vincent Schildkamp | 2024–0000 |    |    |    | X  | UEFA Champions League, UEFA Europa League, UEFA Conference League (Voetbal)                                     |             |
|  | Joep Schrijvers    | 2021–0000 |    |    |    | X  | (Voetbal) |             |
|  | Sander Schrik      | 2021      |    |    |    | X  | (Vechtsport) |             |
|  | Krijn Schuitemaker | 2015–0000 |    |    |    | X  | (Hockey en voetbal)                                                                                             |             |
|  | Thomas Schuurman   | 2015–0000 |    |    |    | X  | (Atletiek en voetbal)                                                                                           |             |
|  | Gregory Sedoc      | 2024–0000 |    |    | X  |    | Diamond League (Atletiek)                                                                                       |             |
|  | Armin Shah         | 2022–0000 | X  | X  |    |    | Kick 't Met, UEFA Champions League, UEFA Europa League, UEFA Conference League, Africa Cup of Nations (Voetbal) | [ 1 ]       |
|  | Jan Siemerink      | 2015–2018 |    |    |    | X  | (Tennis) |             |
|  | Daan Slooter       | 2015–0000 |    |    |    | X  | (Golf) |             |
|  | Mart Smeets        | 2015–2021 |    |    |    | X  | (Basketbal en honkbal)                                                                                          | [ 9 ]       |
|  | Wesley Sneijder    | 2024–0000 |    |    | X  |    | UEFA Champions League, UEFA Europa League, UEFA Conference League (Voetbal)                                     | [ 4 ]       |
|  | Tim Steens         |           |    |    |    | X  | (Hockey) |             |
|  | Shelly Sterk       | 2025–0000 | X  |    |    |    | Ziggo Sport Race Café (Auto- en motorsport)                                                                     |             |

## T
|  | Naam        | Periode   | P. | V. | A. | C. | Programma's (Sport)                   | Opmerkingen |
|  | ----------- | --------- | -- | -- | -- | -- | ------------------------------------- | ----------- |
|  | Jeroen Toet | 2015–2017 | X  |    |    |    | Deportivo United (Voetbal)            |             |
|  | Ho-Pin Tung | 2015–2021 |    |    | X  |    | Formule 1, Formule 1 Café (Autosport) |             |

## V
|  | Naam                    | Periode   | P. | V. | A. | C. | Programma's (Sport) | Opmerkingen |
|  | ----------------------- | --------- | -- | -- | -- | -- | --- | ----------- |
|  | Rafael van der Vaart    | 2018–0000 |    |    | X  |    | UEFA Champions League, UEFA Europa League, UEFA Conference League (Voetbal)                                                                                    |             |
|  | Noa Vahle               | 2024–0000 |    | X  |    |    | UEFA Champions League, UEFA Europa League, UEFA Conference League, Diamond League (Voetbal)                                                                    | [ 4 ]       |
|  | Iwan van der Valk       | 2022–0000 |    |    |    | X  | MotoGP (Motorsport) |             |
|  | Bas van Veenendaal      | 2015–0000 | X  | X  |    |    | Deportivo United, Formule 1, Rondo, UEFA Champions League, UEFA Europa League, UEFA Conference League, UEFA Women's Champions League, Ziggo Sport Voetbal Café |             |
|  | Jan Kees van der Velden | 2015–0000 |    |    |    | X  | (Golf) |             |
|  | Tessa Veldhuis          | 2025–0000 | X  |    |    |    | (Rugby) |             |
|  | Barry Veneman           | 2022–0000 |    |    | X  |    | Ziggo Sport Race Café (Motorsport) |             |
|  | Frank Verhoeven         |           |    |    |    | X  | (Autosport) |             |
|  | Frank Vischschraper     | 2015–0000 |    |    |    | X  | (Basketbal en voetbal) |             |
|  | Yke Visser              | 2022–2023 | X  |    |    |    | Ziggo Sport Voetbal Café (Voetbal) |             |
|  | John van Vliet          | 2015–0000 | X  | X  |    | X  | Deportivo United, Eredivisie Hockey, UEFA Champions League |             |
|  | Sascha Visser           | 2017–2018 | X  |    |    |    | Round-Up (Voetbal) |             |
|  | Michel Vorm             | 2020–2021 |    |    | X  |    | (Voetbal) |             |
|  | Sierd de Vos            | 2015–0000 |    | X  |    | X  | Deportivo United (Voetbal) |             |

## W
|  | Naam              | Periode   | P. | V. | A. | C. | Programma's (Sport)                                                        | Opmerkingen |
|  | ----------------- | --------- | -- | -- | -- | -- | -------------------------------------------------------------------------- | ----------- |
|  | Nigel Walraven    | 2022–0000 |    |    |    | X  | Ziggo Sport Race Café (Motorsport)                                         |             |
|  | Frank Weeink      | 2022–0000 |    |    |    | X  | Ziggo Sport Race Café (Auto- en motorsport)                                |             |
|  | Inder van Weerelt | 2015–0000 |    |    |    | X  | (Golf)                                                                     |             |
|  | Sander Westerveld | 2021–2022 |    |    | X  |    | (Voetbal)                                                                  |             |
|  | Koen Wijn         | 2017–2018 |    |    |    | X  | (Hockey)                                                                   |             |
|  | Rick Winkelman    | 2015–0000 |    | X  | X  | X  | Formule 1 Café, Ziggo Sport Race Café, Nederland Autosportland (Autosport) |             |
|  | John Woof         | 2015–0000 |    |    |    | X  | (Golf)                                                                     |             |

## Z
|  | Naam                 | Periode   | P. | V. | A. | C. | Programma's (Sport)                                          | Opmerkingen |
|  | -------------------- | --------- | -- | -- | -- | -- | ------------------------------------------------------------ | ----------- |
|  | Renger van der Zande | 2015–0000 |    |    | X  |    | Formule 1, Formule 1 Café, Ziggo Sport Race Café (Autosport) |             |
|  | Chris Zegers         | 2025–0000 | X  |    |    |    | Ziggo Sport Race Café (Auto- en motorsport)                  |             |
|  | Boudewijn Zenden     | 2015–2016 |    |    | X  |    | (Voetbal)                                                    |             |
|  | Martijn van Zijtveld | 2015–0000 |    |    |    | X  | (Voetbal)                                                    |             |
|  | Job van der Zon      | 2017–0000 |    | X  |    |    | Deportivo United (Voetbal)                                   |             |